# 타일러 맥베이

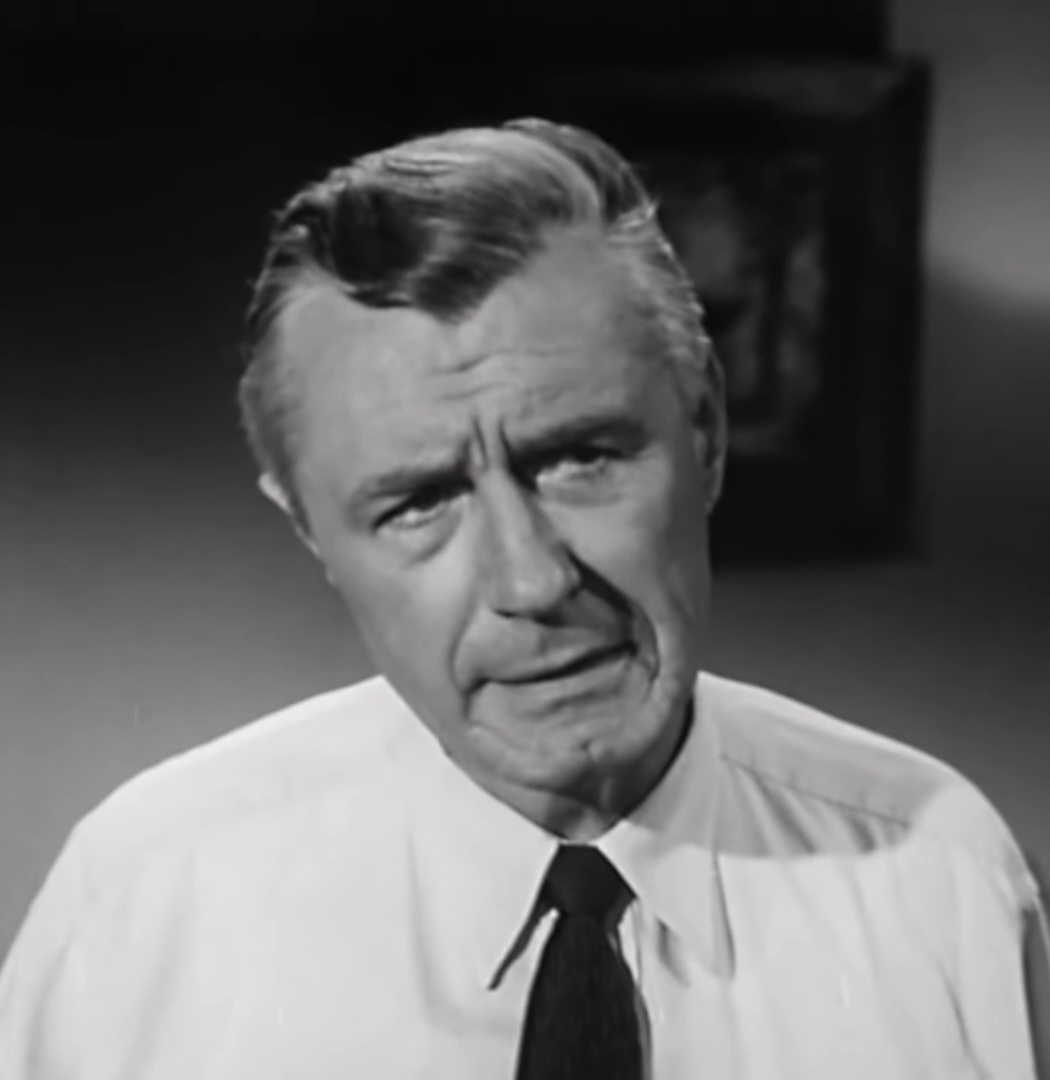

타일러 맥베이(Tyler McVey, 1912년 2월 14일 ~ 2003년 7월 4일)는 미국의 배우이다.
베이시티에서 태어났으며 랜초미라지에서 사망하였다. 사인은 백혈병이다.

## 영화
- 세계에서 가장 힘센 남자 (1975년)
- 헬로 돌리 (1969년)
- 캐넌 목장 (1967년)
- LA 현금 탈취 작전 (1966년)
- 가장 좋은 남성용 스포츠 (1964년)
- 킬러 (1964년)
- 베스트 맨 (1964년)
- 세븐 데이스 인 메이 (1964년)
- 벤 케이시 (1961년)
- 거대 거머리의 습격 (1959년)
- 피터 건 (1958년)
- 나이트 오브 더 블러드 비스트 (1958년)
- 핫 카 걸 (1958년)
- 프란시스 조인스 더 WACS (1954년)
- 케인호의 반란 (1954년)
- 스몰 타운 걸 (1953년)
- 형제는 용감했다 (1953년)
- 지상에서 영원으로 (1953년)
- 오 헨리 단편집 (1952년)
- 지구 최후의 날 (1951년)

### 텔레비전
- 클라이막스! (1954-56)
- 왈가닥 루시 (1954-57)
- 딜론 보안관 (1956-60)
- 페리 메이슨 (1957-60)
- 보난자 (1962-69)
- 해저 여행 (1964-68)
- FBI (1965-69)
- 서부를 향해 달려라 (1965-69)
- 아이언사이드 (1967-70)